# 瓦烏拉省
瓦烏拉省（西班牙語：Provincia de Huaura），是秘魯的省份，位於該國中南部利馬大區，首府是瓦喬，面積4,892平方公里，2012人口213,736，人口密度每平方公里43.69人，主要經濟活動有礦業、農業、商業、旅遊業和港口業。
11°06′24″S 77°36′18″W / 11.10667°S 77.60500°W